# WM Entertainment
WM Entertainment (koreanisch WM 엔터테인먼트) ist ein südkoreanisches Unternehmen aus der Unterhaltungsbranche. Das Unternehmen betreut Künstler aus dem Musikgenre K-Pop darunter B1A4, Oh My Girl, ONF, USPEER, Lee Chae-yeon und Sandeul. Seit 2020 ist WM Entertainment auch Agentur für Schauspieler.

## Geschichte

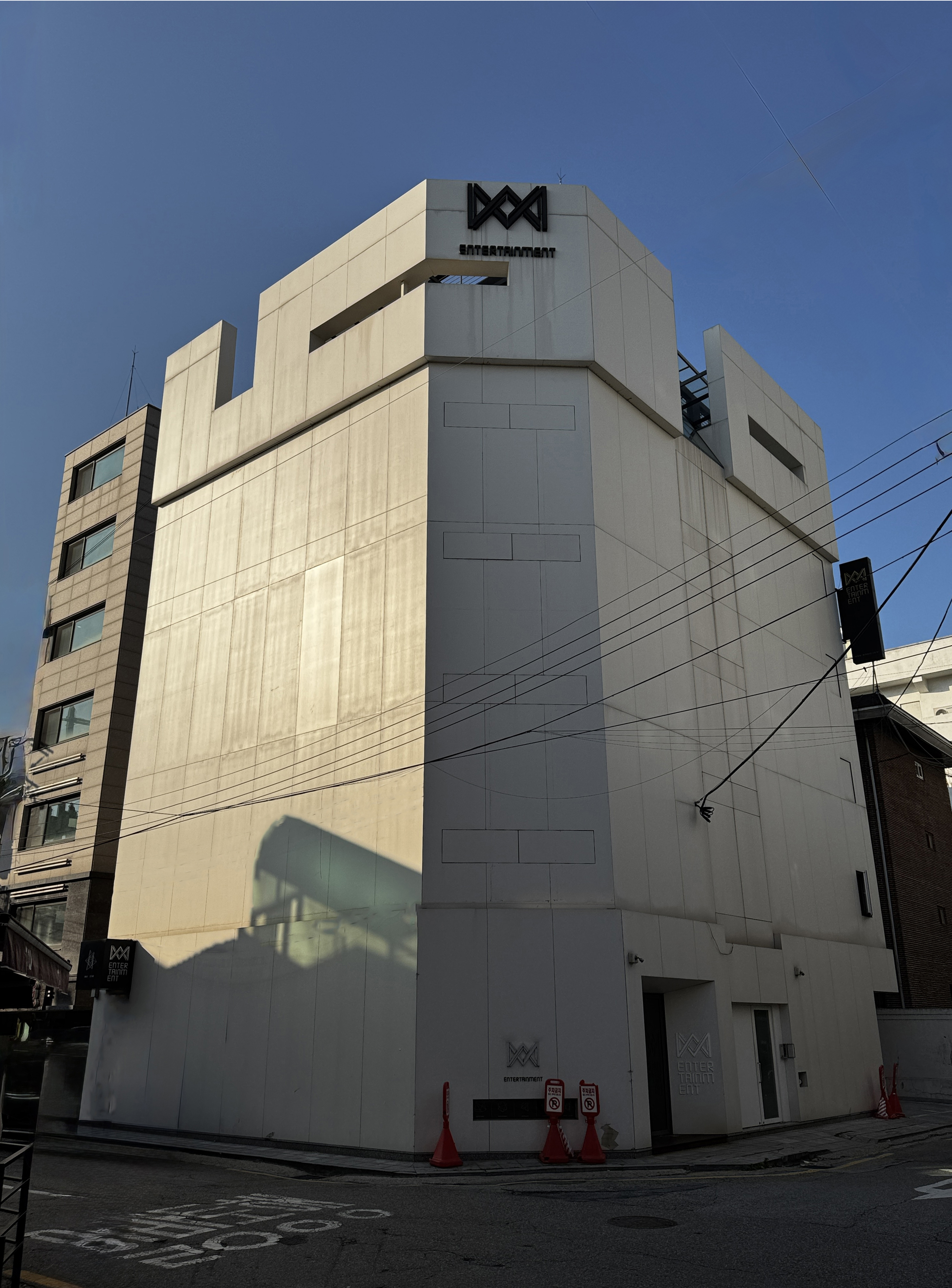
WM Entertainment Gebäude in Mangwon-dong

WM Entertainment wurde 2008 von dem früheren Sänger Lee Won-min (Geburtsname: Kim Jung-soo) gegründet. „WM“ steht für die Anfangsbuchstaben seines Vornamens Won-min. Das Unternehmensleitbild besteht aus einer Grafik mit fünf Symbolen (Edelstein, Entdeckung, Juwelier, Diamant, einen Star hervorbringen) und der Beschreibung „Jeder Edelstein hat seine eigene, einzigartige Farbe und seinen eigenen Charakter. Den wahren Wert zu finden und ihn zu einem wertvollen, einzigartigen Juwel zu verarbeiten, ist unser Ziel.“
WM Entertainment begann als mittelständisches Unternehmen und wurde 2012 in eine Aktiengesellschaft überführt.
Das Unternehmen befand sich anfangs in einem einstöckigen Gebäude in Bangbae-dong, Bezirk Seocho. Im August 2014 kaufte Lee Won-min für 4,33 Milliarden KR₩ (ca. 3,05 Millionen Euro) das sechsstöckige Daemyung Tower Gebäude in Mangwon-dong, Bezirk Mapo, das seitdem Sitz von WM Entertainment ist. In einer Nische an der Gebäudefront des WM Entertainment-Gebäudes befindet sich die Leitbild-Grafik.

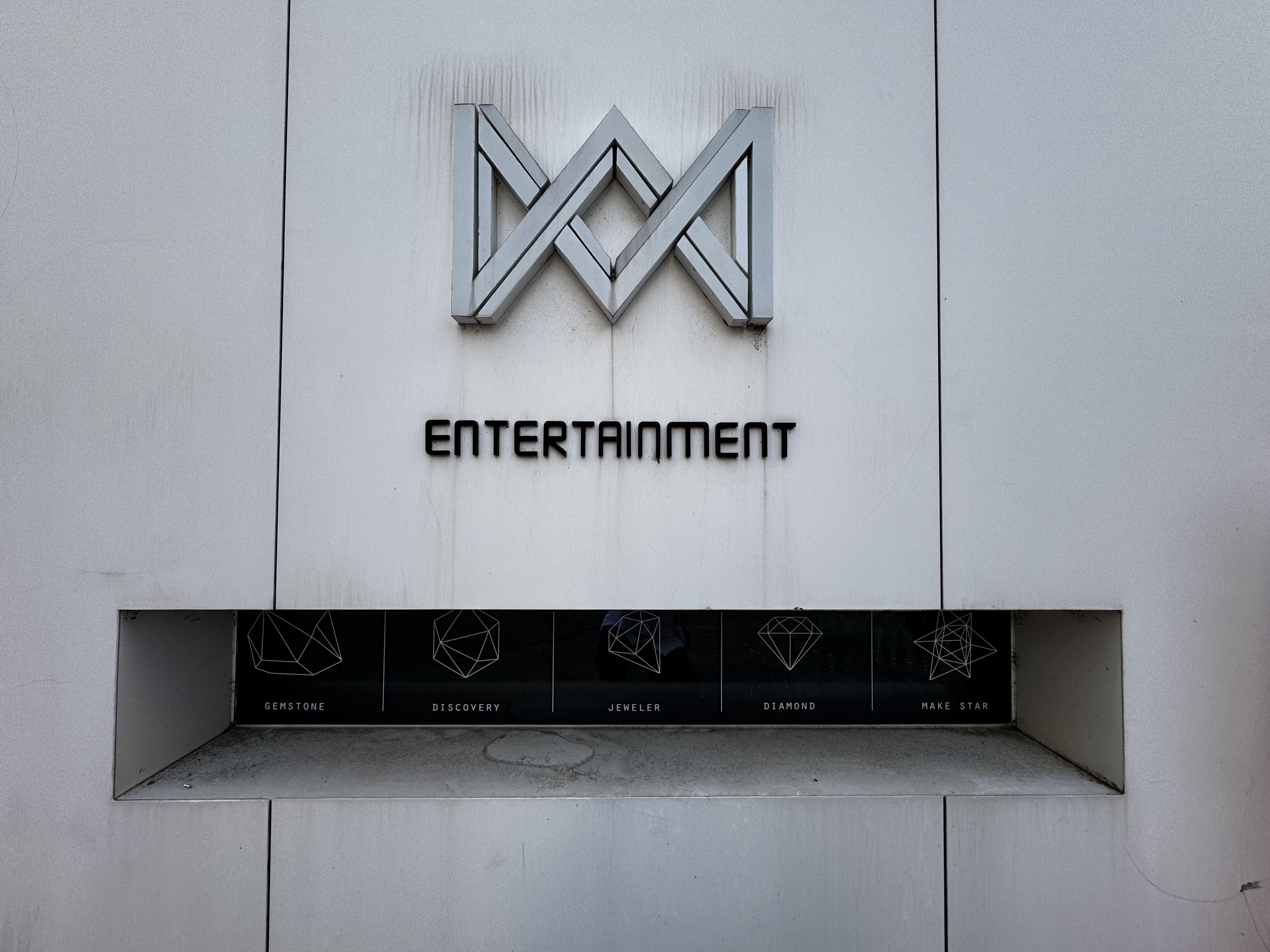
Unternehmensleitbild-Grafik am Gebäude

Am 7. April 2021 wurde bekannt gegeben, dass das Entertainment-Unternehmen RBW Inc. (Rainbowbridge World) mehr als 70 % der Anteile an WM Entertainment erworben hat. RBW übernahm WM Entertainment als Tochtergesellschaft und sicherte sich deren Managementrechte.
Kim Jin-mi, die bisherige Direktorin strategische Planung und Produktionsleiterin, verließ Ende 2022 WM Entertainment. Sie gründete am 9. Januar 2023 unter dem Namen ARTP ihr eigenes Entertainment-Unternehmen.

## Arbeitsgebiet
1. Suche und Förderung neuer Künstler
2. Künstler-Management
3. Planung und Marketing der Künstler
4. Planung und Produktion von Alben
5. Planung und Durchführung von Konzerten
6. Weltweite Werbung
7. Produktion von Content[8]

## Künstler
| Debüt             | Künstler      | Formation          | Mitglieder                                   | Leader           | Status                   | Fanclub  |
| ----------------- | ------------- | ------------------ | -------------------------------------------- | ---------------- | ------------------------ | -------- |
| 23. April 2011    | B1A4          | Boygroup           | CNU, Sandeul, Gongchan                       | -                | aktiv                    | Bana     |
| 20. April 2015    | Oh My Girl    | Girlgroup          | Hyojung, Mimi, YooA, Seunghee, Yubin, Arin   | Hyojung          | aktiv                    | Miracle  |
| 4. Oktober 2016   | Sandeul       | Solist             | -                                            | -                | aktiv                    | -        |
| 2. August 2017    | ONF           | Boygroup           | Hyojin, E-Tion, Seungjun, Wyatt, Minkyun, U  | Hyojin, Seungjun | aktiv                    | Fuse     |
| 7. September 2020 | YooA a        | Solistin           | -                                            | -                | seit 8. Mai 2025 inaktiv | -        |
| 12. Oktober 2022  | Lee Chae-yeon | Solistin           | -                                            | -                | aktiv                    | Chaerish |
| 4. Juni 2025      | USPEER        | Girlgroup          | YeoWon, SoEe, SiAn, SeoYu, DaOn, ChaeNa, Roa | YeoWon           | aktiv                    | n.n.b.   |
| 2022              | Kim Se-won    | Filmschauspielerin | -                                            | -                | aktiv                    | -        |